# 東田坂上停留場
東田坂上停留場（あずまださかうえていりゅうじょう）は、愛知県豊橋市東田町字東前山にある豊橋鉄道東田本線の停留場（電停）である。停留場番号は9。

## 歴史

### 年表
- 1925年（大正14年）12月25日：開業。
- 1950年（昭和25年）4月7日：新線上に開業。

### 停留場名の由来
この駅の付近に急坂が存在し、その坂の上にあることから（※近隣には「坂上」という地名は無い）。

## 停留場構造
相対式2面2線の安全地帯。上下線とも同位置に設置されており、赤岩口寄りに渡り線が敷設されている。

## 停留場周辺
同地にある交差点の名は「東田」で、隣の東田停留場に存在する交差点の名は「東田電停前」となっている。
- 豊橋東田郵便局
- 豊橋信用金庫 東田支店
- 豊橋市総合福祉センターあいトピア
- 藤ノ花女子高等学校
- 豊橋市立豊橋高等学校
- 臨済寺 - 大名小笠原氏の菩提寺。
- 全久院 - 戸田全久（宗光）の菩提寺。
- 多米街道（豊橋市）
- 市電通り（豊橋市）
- 別所街道（豊橋市、愛知県道31号東三河環状線・愛知県道81号豊橋下吉田線、交差点の北）
- 柿の木街道（豊橋市、愛知県道31号東三河環状線・愛知県道81号豊橋下吉田線、交差点の北）
- 豊橋環状線（豊橋市、愛知県道502号豊橋環状線、交差点の南、現在は上渡津橋北まで開通）

## バス路線
停留所の北に豊鉄バス「東田坂上」バス停があり、牛川金田線が発着する。

## 隣の停留場
豊橋鉄道
■東田本線
前畑停留場 (8) - 東田坂上停留場 (9) - 東田停留場 (10)